# Justus Henry Nelson
Justus Henry Nelson (Menomonee Falls, 22 de dezembro de 1850 - Portland, 6 de fevereiro de 1937) foi um missionário metodista estadunidense que estabeleceu a primeira igreja protestante na bacia amazônica em Belém do Pará.
Nelson formou-se na Faculdade de Teologia da Universidade de Boston em 1879. Antes de vir para o Brasil, estudou enfermagem durante um ano. Conheceu Fannie Bishop Capen em Boston, nascida em Stoughton, Massachusetts, em 1852. Eles se casaram em 13 de abril de 1880, em Stoughton.
No mesmo ano, chegaram a Belém do Pará, recrutados por William Taylor. A partir de 27 de junho de 1880, iniciaram cultos em língua inglesa para alguns estrangeiros residentes na cidade, e também abriram o Colégio Americano, uma escola de ensino para as crianças brasileiras, em janeiro de 1881, tendo a Bíblia como livro de leitura. Apesar de ligados à Igreja Metodista Episcopal do norte dos Estados Unidos, mantiveram-se com sustento próprio, com o ensino de matemática e línguas estrangeiras.
Em 1881, o casal Nelson passou a realizar cultos na língua portuguesa. O Colégio, que havia crescido e recebido novos missionários, incluindo o irmão de Justus, foi fechado em dezembro de 1882, após dois missionários falecerem de febre amarela e um incêndio destruir o prédio da escola. Com o crescimento do trabalho missionário, foi fundada no dia 15 de julho de 1883, a Igreja Metodista Episcopal em Belém. A igreja realizava cultos domésticos, Escola Bíblica Dominical, reunião de oração em casas particulares e instrução escolar às crianças. Rev. Justus foi eleito superintendente do Distrito Brasil da Igreja Metodista Episcopal, abrangendo as missões metodistas do Pará, Pernambuco e Amazonas.
O missionário Justus Nelson também atendia pessoas doentes, com o conhecimento que tinha de enfermagem. Traduziu literatura cristã e outros escritos, como hinos evangélicos. Fundaram em 4 de janeiro de 1890 o jornal O Apologista Christão Brazileiro (na grafia da época), para propagar as ideias protestantes, além de notícias e opiniões políticas. Era um jornal religioso semanal, com o lema “Saibamos e pratiquemos a verdade custe o que custar”. Por suas críticas à Igreja Católica e a seus dogmas, com artigos que foram considerados ofensivos, Nelson foi preso durante quatro meses, em 1893. O jornal foi editado até o ano de partido da família Nelson.
Justus esperava permanecer na Amazônia até seu cinquentenário de missão, mas com as dificuldades financeiras da crise da borracha na região amazônica, a família Nelson retornou para os Estados Unidos, em 8 de novembro de 1925. Com o fechamento da missão, os metodistas de Belém foram encaminhados para outras igrejas evangélicas. Justus trabalhou em Portland, Oregon, produzindo jornais e pregando para brasileiros que viviam na cidade.